# Philippe de Chauveron
Philippe de Chauveron (París, 15 de novembre de 1965) és un guionista i director de cinema francès.

## Biografia
El 1986 es va diplomar a l'École supérieure d'études cinématographiques (ESEC).
És un director de nombroses comèdies cinematogràfiques, la més coneguda de les quals és Déu meu, però què t'hem fet? amb Christian Clavier en la que fa burla del racisme, i que va ser vista per 12 milions d'espectadprs El 2019 va rodar una continuació titulada Déu meu, però què t'hem fet... ara?.
El seu germà, Marc de Chauveron, és coguionista de moltes de les seves pel·lícules.

## Filmografia

### Director
- 1989: Gros (curtmetratge amb Emmanuel Silvestre)
- 1999: Les Parasites
- 2005: L'Amour aux trousses
- 2011: L'Élève Ducobu
- 2012: Les Vacances de Ducobu
- 2014: Déu meu, però què t'hem fet?
- 2016: Débarquement immédiat
- 2017: Amb els braços oberts[3]
- 2019: Déu meu, però què t'hem fet... ara?

### Guionista
- 1995: Dans la Cour des grands de Florence Strauss
- 1995: Les Truffes de Bernard Nauer
- 1999: Les Parasites
- 2003: La Beuze de François Desagnat i Thomas Sorriaux
- 2005: L'Amour aux trousses
- 2009: Neuilly sa mère de Gabriel Julien-Laferrière
- 2011: L'Élève Ducobu
- 2012: Les Vacances de Ducobu
- 2012: Les Seigneurs d'Olivier Dahan
- 2014: Déu meu, però què t'hem fet?
- 2019: Déu meu, però què t'hem fet... ara?